# Elisakerk
De Elisakerk is een rooms-katholiek kerkgebouw in de wijk Ossenkoppelerhoek in Almelo, ontworpen door Architectenbureau Alberts en Van Huut in organische stijl.
Dit kerkgebouw is in 2008 geopend als samengaan van de parochies van de Christoffelkerk, de Sint-Egbertuskerk en Sint-Willibrorduskerk. Het orgel van Pels-D'Hondt komt uit de Sint-Willibrorduskerk, de klokken uit de Christoffelkerk. De kerk vormt één complex met het klooster van de karmelieten aan de westzijde.